# فرودگاه بیگ مادی رنچ
فرودگاه بیگ مادی رنچ (به انگلیسی: Big Muddy Ranch Airport) یک فرودگاه خصوصی است که یک باند فرود آسفالت دارد و طول باند آن ۱۲۷۶ متر است. این فرودگاه در کشور ایالات متحده آمریکا قرار دارد و در ارتفاع ۵۰۰ متری از سطح دریا واقع شده‌است.